# CGS-Einheitensystem
Das CGS-Einheitensystem (auch CGS-System, cgs-System, CGS oder cgs, aus dem Englischen „centimetre gram second“) ist ein metrisches, kohärentes Einheitensystem basierend auf den Einheiten Zentimeter, Gramm und Sekunde. Die CGS-Einheiten der Mechanik lassen sich eindeutig aus diesen Basiseinheiten ableiten und unterscheiden sich von den entsprechenden SI-Einheiten nur durch Zahlenfaktoren. Für elektromagnetische Einheiten hingegen existieren mehrere CGS-Varianten, die sich von den SI-Einheiten und zum Teil auch untereinander in den Dimensionen unterscheiden. Es handelt sich also auch um unterschiedliche Größensysteme. 
Die CGS-Einheiten (außer den Basiseinheiten cm, g, s) sind in der EU und der Schweiz keine gesetzlichen Einheiten mehr. Auch in der Wissenschaft wurden sie weitgehend vom SI abgelöst. In der theoretischen Elektrodynamik finden CGS-Größensysteme, insbesondere das Gaußsche System, teilweise noch Verwendung. In der Astronomie benutzt man noch die Einheiten Erg und Gauß.

## Geschichte
Das CGS-System wurde 1874 von der British Association for the Advancement of Science eingeführt. Im Jahr 1889 definierte die erste Generalkonferenz für Maß und Gewicht die Basiseinheiten Meter und Kilogramm über Prototypen und schuf damit die Grundlage für das MKS-Einheitensystem, das nach und nach das CGS-System ablöste. Das MKS wurde seinerseits um die elektromagnetische Basiseinheit Ampere erweitert (dann häufig als MKSA-System bezeichnet) und ging schließlich 1960 im Système International d’Unités (SI) auf, welches heute zusätzlich die Basiseinheiten Kelvin, Mol und Candela umfasst. Auf den meisten Feldern ist das SI das einzig gebräuchliche Einheitensystem, es existieren jedoch Bereiche, in denen das CGS – insbesondere dessen erweiterte Formen – noch Verwendung findet.

## CGS-Einheiten der Mechanik
Wie in anderen Einheitensystemen umfassen die CGS-Einheiten zwei Einheitengruppen, die Basiseinheiten und die abgeleiteten Einheiten. Letztere lassen sich jeweils als Produkt von Potenzen (Potenzprodukt) der Basiseinheiten schreiben. Das System ist kohärent, d. h. in den Potenzprodukten kommen keine weiteren Zahlenfaktoren vor. Für die CGS-Einheit einer beliebigen Größe G heißt das mathematisch:
{\displaystyle [G]=\mathrm {cm} ^{\alpha }\,\mathrm {g} ^{\beta }\,\mathrm {s} ^{\gamma }}
Dabei sind
- cm, g und s die Einheitenzeichen der Basiseinheiten Zentimeter, Gramm und Sekunde
- die Exponenten α, β und γ jeweils positive oder negative ganze Zahlen[A 1] oder Null.

Obige Einheitengleichung kann auch als entsprechende Dimensionsgleichung dargestellt werden:
{\displaystyle \dim G={\mathsf {L}}^{\alpha }\,{\mathsf {M}}^{\beta }\,{\mathsf {T}}^{\gamma }\;}.
Dabei sind L, M und T die Dimensionszeichen der Basisgrößen Länge, Masse und Zeit (englisch time).
Da das MKS-Einheitensystem die gleichen Basisgrößen benutzt, ist die Dimension einer Größe in beiden Systemen gleich (gleiche Basen und gleiche Exponenten im Dimensionsprodukt), d. h. die Dimensionsgleichung ist in beiden Systemen identisch. Jeder CGS-Einheit der Mechanik entspricht somit eindeutig eine MKS-Einheit. Mit der Umrechnung 1 kg = 103 g und 1 m = 102 cm unterscheiden sie sich nur um eine Zehnerpotenz als Zahlenfaktor:
{\displaystyle [G]_{\text{MKS}}=\mathrm {m} ^{\alpha }\,\mathrm {kg} ^{\beta }\,\mathrm {s} ^{\gamma }=10^{2\alpha +3\beta }\,\mathrm {cm} ^{\alpha }\,\mathrm {g} ^{\beta }\,\mathrm {s} ^{\gamma }=10^{2\alpha +3\beta }\,[G]_{\text{CGS}}}

### Abgeleitete CGS-Einheiten mit besonderen Namen
Einigen abgeleiteten CGS-Einheiten wurden eigene Namen und Einheitenzeichen (Symbole) zugeordnet, die selbst wieder mit allen Basis- und abgeleiteten Einheiten kombiniert werden können. So eignet sich zum Beispiel die CGS-Einheit der Kraft, das Dyn (= g·cm/s2), um die Einheit der Energie, das Erg, als Dyn mal Zentimeter (dyn·cm) auszudrücken. Die folgende Tabelle listet die benannten Einheiten auf.
| Größe                   | Einheit | Zeichen | Definition | Definition   | SI          |
| ----------------------- | ------- | ------- | ---------- | ------------ | ----------- |
| Schwerebeschleunigung   | Gal     | Gal     | cm/s2      | = cm·s−2     | 10−2 m·s−2  |
| Kraft                   | Dyn     | dyn     | g·cm/s2    | = cm·g·s−2   | 10−5 N      |
| Druck                   | Barye   | Ba      | dyn/cm2    | = cm−1·g·s−2 | 10−1 Pa     |
| Energie, Arbeit         | Erg     | erg     | dyn·cm     | = cm2·g·s−2  | 10−7 J      |
| Kinematische Viskosität | Stokes  | St      | cm2/s      | = cm2·s−1    | 10−4 m2·s−1 |
| Dynamische Viskosität   | Poise   | P       | g/(cm·s)   | = cm−1·g·s−1 | 10−1 Pa·s   |
| Wellenzahl              | Kayser  | kayser  | 1/cm       | = cm−1       | 102 m−1     |

## CGS-Einheiten der Elektrodynamik

### CGS als eigenes Größensystem
Da CGS und MKS (bzw. das SI) im Bereich der Mechanik auf dem gleichen Größensystem mit den Basisgrößen Länge, Masse und Zeit fußen, sind die Dimensionsprodukte der abgeleiteten Einheiten in beiden Systemen gleich. Eine Umrechnung zwischen Einheiten beschränkt sich auf die Multiplikation mit einem reinen Zahlenfaktor. 
Auf der anderen Seite sind Umrechnungen zwischen elektromagnetischen Einheiten des CGS und denen des MKSA recht umständlich. Während das MKSA hierfür das Ampere als Einheit für die elektrische Stromstärke einführt, verwendet keine der Erweiterungen des CGS eine weitere Basiseinheit. Stattdessen werden die Proportionalitätskonstanten im Coulomb-Gesetz (elektrische Permittivität), im ampèreschen Gesetz und im faradayschen Induktionsgesetz per Definition festgelegt. Die verschiedenen sinnvollen Wahlmöglichkeiten bei der Festlegung haben zu den verschiedenen Ausprägungen des CGS-Systems geführt. In jedem Fall lassen sich alle elektromagnetischen Einheiten auf die drei rein mechanischen Basiseinheiten zurückführen, wobei auch halbzahlige Potenzen der Basiseinheiten auftreten. Allerdings ändern sich dadurch nicht nur die Dimensionsprodukte jener abgeleiteten Einheiten, sondern auch die Form von physikalischen Größengleichungen der Elektrodynamik. Es gibt damit keine Eins-zu-Eins-Entsprechung zwischen den elektromagnetischen Einheiten des MKSA (bzw. des SI) und des CGS, auch nicht zwischen den verschiedenen CGS-Varianten untereinander.  Umrechnungen beinhalten neben einem reinen Zahlenfaktor eben auch die Größenwerte der obigen, im CGS eingesparten Konstanten.

### Entwicklung der Systeme
Das erste System zur Beschreibung elektrischer und magnetischer Größen wurde 1832 von Carl Friedrich Gauß und in der Folge von Wilhelm Eduard Weber entwickelt. Sie verwendeten dabei die drei Grundgrößen der Mechanik: Länge, Masse und Zeit. In der Folge entwickelte man mehrere Varianten dieses Systems, und als Basiseinheiten wurden schließlich Zentimeter, Gramm und Sekunde festgelegt:
- Das elektrostatische Einheitensystem (esE, englisch: ESU) verknüpft die elektrischen Größen mit den mechanischen Größen ausgehend vom Coulomb-Gesetz, das in der Form {\textstyle F={\frac {q_{1}q_{2}}{r^{2}}}} formuliert wurde.
- Das elektromagnetische Einheitensystem (emE, englisch: EMU) hingegen legt das Ampèresche Kraftgesetz in der Form {\textstyle F=2{\frac {I_{1}I_{2}\ell }{d}}} zugrunde.
- Das Gaußsche Einheitensystem entstand in den 1860er Jahren, indem, basierend auf den Arbeiten von James Clerk Maxwell, das elektrostatische und das elektromagnetische System kombiniert wurden. Dieses System wurde 1874 von der British Association for the Advancement of Science und 1881 vom ersten internationalen Elektrizitätskongress angenommen. Es ist bis heute das Standard-CGS-System des Elektromagnetismus geblieben.
- Das 1882 vorgeschlagene Heaviside-Lorentz-Einheitensystem (HLE) ist die Fortentwicklung des Gauß-Systems zu einem rationalisierten Einheitensystem. Die Maxwell-Gleichungen und andere Gleichungen der Elektrodynamik werden hier systematischer formuliert. Es konnte sich jedoch nicht gegenüber dem Gauß-System durchsetzen.

Da das Gauß-System zu recht unhandlichen Größen führte, definierte man die Einheiten
- „Volt“ als 108 elektromagnetische Einheiten der Spannung (Abvolt)
- „Ohm“ als 109 elektromagnetische Einheiten des Widerstands (Abohm)
- „Ampere“ als 10−1 elektromagnetische Einheiten der Stromstärke (Abampere).

Für die so definierten „absoluten Einheiten“ schuf man international einheitliche Normale, mit denen man „internationale Einheiten“ definierte.

### Bezug zum Internationalen Einheitensystem
Die Dimensionen in CGS-Systemen sind oft unanschaulich – so hat die elektrische Kapazität im elektrostatischen und im Gauß’schen CGS-System die Einheit „cm“, ebenso wie die Induktivität im elektromagnetischen CGS-System. Viele Größen haben halbzahlige Dimensionsexponenten, was bei Systemen mit nur drei Basiseinheiten unvermeidbar ist.
1901 zeigte Giovanni Giorgi, dass man ein kohärentes System mit durchgehend ganzzahligen Dimensionsexponenten schaffen kann, wenn man eine vierte Basiseinheit einführt. Das MKS-System wurde daher durch Hinzunahme des Ampere als vierte Basiseinheit zum MKSA-System erweitert, aus dem sich das Internationale Einheitensystem (SI) entwickelte. Durch einen „extrem glücklichen Zufall“ waren die „handlichen“ Einheiten „Volt“ und „Ampere“ im Gauß-System so definiert worden, dass sich 1 V·A = 107 erg/s ergibt, was im MKS-System gerade 1 J/s entspricht. Daher konnten sie unverändert in das MKS-System übernommen werden, ohne dass im Bezug zu den Einheiten der Mechanik Vorfaktoren auftraten.
Während das MKSA-System zwei dimensionsbehaftete Konstanten erfordert (Lichtgeschwindigkeit {\textstyle c} und magnetische Feldkonstante {\textstyle \mu _{0}} oder äquivalent dazu {\textstyle \mu _{0}} und elektrische Feldkonstante {\textstyle \varepsilon _{0}}), kommen die CGS-Systeme mit der einen Konstante {\textstyle c} aus.
MKSA und CGS sowie teilweise auch die CGS-Varianten untereinander unterscheiden sich in den Dimensionen. So haben die magnetische Flussdichte {\displaystyle B} und die magnetische Feldstärke {\displaystyle H} im elektromagnetischen und im Gauß’schen CGS-System die gleiche Dimension, während das im SI und im elektrostatischen CGS-System nicht der Fall ist.
Die Gleichungen der Elektrodynamik unterscheiden sich zwischen MKSA und CGS, aber auch in den einzelnen CGS-Varianten. Formeln können nicht immer 1:1 zu übertragen werden, und auch die Maßeinheiten unterscheiden sich nicht immer nur durch einen Faktor.
Für eine Gegenüberstellung der wichtigsten Formeln der Elektrodynamik → siehe Elektromagnetische Maßeinheiten und Gaußsches Einheitensystem.

### Vergleich der Einheiten in verschiedenen CGS-Systemen und dem SI
Die folgende Tabelle gibt die elektrodynamischen Einheiten von drei CGS-Varianten sowie deren Beziehung zum SI an. Außerdem sind die Dimensionen im Gauß-System (die gleichermaßen für das Heaviside-Lorentz-System gelten) angegeben. Man beachte, dass im Gauß-System elektrische und magnetische Felder (Feldstärke und Flussdichte) dieselben Dimensionen haben.
| Größe                              | Größe | SI-Einheit  | SI-Einheit | Konversion in CGS-Einheiten | Konversion in CGS-Einheiten | Konversion in CGS-Einheiten | Konversion in CGS-Einheiten | Konversion in CGS-Einheiten | Konversion in CGS-Einheiten | in Basiseinheiten | in Basiseinheiten |
| Größe                              | Größe | SI-Einheit  | SI-Einheit | esE                         | esE                         | Gauß                        | Gauß                        | emE                         | emE                         | SI                | Gauß              |
| ---------------------------------- | ----- | ----------- | ---------- | --------------------------- | --------------------------- | --------------------------- | --------------------------- | --------------------------- | --------------------------- | ----------------- | ----------------- |
| elektr. Ladung                     | Q     | Coulomb (C) | = A·s      | 3·109                       | 3·109                       | statC (Fr)                  | statC (Fr)                  | 10−1                        | abC                         | A·s               | g1/2·cm3/2·s−1    |
| elektr. Stromstärke                | I     | Ampere (A)  | = C/s      | 3·109                       | 3·109                       | statA                       | statA                       | 10−1                        | abA (Bi)                    | A                 | g1/2·cm3/2·s−2    |
| elektr. Spannung                   | U     | Volt (V)    | = W/A      | 1⁄3·10−2                    | 1⁄3·10−2                    | statV                       | statV                       | 108                         | abV                         | kg·m2·s−3·A−1     | g1/2·cm1/2·s−1    |
| elektr. Feldstärke                 | E     | V/m         | = N/C      | 1⁄3·10−4                    | 1⁄3·10−4                    | statV/cm                    | statV/cm                    | 106                         | abV/cm                      | kg·m·s−3·A−1      | g1/2·cm−1/2·s−1   |
| elektr. Flussdichte                | D     | C/m2        | C/m2       | 4π·3·105                    | 4π·3·105                    | statC/cm2                   | statC/cm2                   | 4π·10−5                     | abC/cm2                     | A·s·m−2           | g1/2·cm−1/2·s−1   |
| elektr. Polarisation               | P     | C/m2        | C/m2       | 3·105                       | 3·105                       | statC/cm2                   | statC/cm2                   | 10−5                        | abC/cm2                     | A·s·m−2           | g1/2·cm−1/2·s−1   |
| elektr. Dipolmoment                | p     | C·m         | C·m        | 3·1011                      | 3·1011                      | statC·cm                    | statC·cm                    | 101                         | abC·cm                      | A·s·m             | g1/2·cm5/2·s−1    |
| elektr. Widerstand                 | R     | Ohm (Ω)     | = V/A      | 1⁄9·10−11                   | 1⁄9·10−11                   | s/cm                        | s/cm                        | 109                         | abΩ                         | kg·m2·s−3·A−2     | cm−1·s            |
| elektr. Leitwert                   | G     | Siemens (S) | = 1/Ω      | 9·1011                      | 9·1011                      | cm/s                        | cm/s                        | 10−9                        | s/cm                        | kg−1·m−2·s3·A2    | cm·s−1            |
| spezifischer elektr. Widerstand    | ρ     | Ω·m         | Ω·m        | 1⁄9·10−9                    | 1⁄9·10−9                    | s                           | s                           | 1011                        | abΩ·cm                      | kg·m3·s−3·A−2     | s                 |
| elektr. Kapazität                  | C     | Farad (F)   | = C/V      | 9·1011                      | 9·1011                      | cm                          | cm                          | 10−9                        | abF                         | kg−1·m−2·s4·A2    | cm                |
| Induktivität                       | L     | Henry (H)   | = Wb/A     | 1⁄9·10−11                   | 1⁄9·10−11                   | statH                       | statH                       | 109                         | abH (cm)                    | kg·m2·s−2·A−2     | cm−1·s2           |
| magn. Flussdichte                  | B     | Tesla (T)   | = Wb/m2    | 1⁄3·10−6                    | statT                       | 104                         | 104                         | G                           | G                           | kg·s−2·A−1        | g1/2·cm−1/2·s−1   |
| magn. Fluss                        | Φ     | Weber (Wb)  | = V·s      | 1⁄3·10−2                    | statT·cm2                   | 108                         | 108                         | G·cm2 (Mx)                  | G·cm2 (Mx)                  | kg·m2·s−2·A−1     | g1/2·cm3/2·s−1    |
| magn. Feldstärke                   | H     | A/m         | A/m        | 4π·3·107                    | statA/cm                    | 4π·10−3                     | 4π·10−3                     | Oe                          | Oe                          | A·m−1             | g1/2·cm−1/2·s−1   |
| Magnetisierung                     | M     | A/m         | A/m        | 3·107                       | statA/cm                    | 10−3                        | 10−3                        | Oe                          | Oe                          | A·m−1             | g1/2·cm−1/2·s−1   |
| magn. Spannung, magn. Durchflutung | Vm Θ  | Ampere (A)  | Ampere (A) | 4π·3·109                    | statA                       | 4π·10−1                     | 4π·10−1                     | Oe·cm (Gb)                  | Oe·cm (Gb)                  | A                 | g1/2·cm1/2·s−1    |
| magn. Dipolmoment                  | m     | A·m2        | = J/T      | 3·1013                      | statA·cm2                   | 103                         | 103                         | abA·cm2 (= erg/G)           | abA·cm2 (= erg/G)           | m2·A              | g1/2·cm5/2·s−1    |

Die Einheiten des esE und emE unterscheiden sich um den Faktor c bzw. c2, wobei c = 2,998…·1010 cm/s (hier gerundet auf 3·1010) die Lichtgeschwindigkeit ist.
Seit der SI-Reform von 2019 ist die angegebene Umrechnung zwischen SI- und CGS-Einheiten nicht mehr exakt (→ Elektromagnetische Maßeinheiten).

## CGS-Einheiten der Photometrie
Die CGS-Einheiten der Photometrie sind heute weitgehend außer Gebrauch.
| Größe              | Einheit | Zeichen | Definition | SI                        |
| ------------------ | ------- | ------- | ---------- | ------------------------- |
| Beleuchtungsstärke | Phot    | ph      | lm/cm2     | 1 ph = 104 lm/m2 = 104 lx |
| Leuchtdichte       | Stilb   | sb      | cd/cm2     | 1 sb = 104 cd/m2          |